# Роговик
Контактовый роговик  (шмакфук) — метаморфическая порода, образовавшаяся при прогреве (контактовом метаморфизме) горных пород внедрившейся интрузией.
Роговики обычно имеют тонкозернистую полнокристаллическую гранобластовую или порфиробластическую структуру. Текстура массивная либо полосчатая (наследующая слоистость протолита), иногда пятнистая. Основная ткань породы — агрегат неразличимых на глаз кварца, кальцита, биотита, мусковита, эпидота, альбита, роговой обманки, силлиманита, углистого вещества и сульфидов.
Порфиробласты обычно представлены андалузитом, кордиеритом, гранатом альмандин-спессартинового состава, иногда биотитом, ставролитом, полевыми шпатами, роговой обманкой и др.
Окраска роговиков разнообразна. Преобладают серые, белые, желтоватые (кварц, андалузит, мусковит и др.), зелёные (хлорит, эпидот), чёрные (углистое вещество) цвета. Распределение окраски равномерное либо пятнистое и полосчатое. Порода крепкая. Излом неровный, раковистый (роговиковый). Ороговикование является признаком горячего интрузивного контакта и доказательством более древнего возраста ороговикованных пород по отношению к интрузии.

## Где встречается
Вследствие привязанности к плутоническим интрузиям роговики залегают близ плутонических пород. Значительные залежи роговиков есть на территории Канады, США, России, ЮАР, Норвегии и Швеции.